# Reinhard Wendemuth
Reinhard Wendemuth (* 1. Januar 1948 in Braunschweig) ist ein ehemaliger deutscher Ruderer. Er gewann 1974 Weltmeisterschaftsbronze im Vierer ohne Steuermann.
Wendemuth lernte das Rudern in der Ruderriege von 1899 am Max-Planck-Gymnasium Dortmund und startete später für den Ruderclub Hansa von 1898 (Dortmund). 1971 gewann er mit dem Achter seinen ersten deutschen Meistertitel. Nachdem er 1972 Deutscher Meister im Vierer ohne Steuermann und im Vierer mit Steuermann geworden war, trat Wendemuth bei den Olympischen Spielen 1972 als Schlagmann des Deutschland-Achters an, das Boot belegte vor heimischem Publikum auf der Regattastrecke Oberschleißheim den fünften Platz, nachdem es lange auf den Medaillenplätzen gelegen hatte.
1974 gewann Wendemuth die deutschen Meistertitel im Vierer ohne Steuermann und im Achter. Der Vierer ohne Steuermann mit Peter van Roye, Klaus Jäger, Bernd Truschinski und Reinhard Wendemuth belegte bei den Ruder-Weltmeisterschaften 1974 auf dem Rotsee bei Luzern den dritten Platz hinter den Booten aus der DDR und aus der Sowjetunion. 1975 gewann Wendemuth die deutschen Meistertitel im Vierer ohne Steuermann und im Achter. 1976 konzentrierte sich Wendemuth ganz auf den Deutschland-Achter, er gewann den deutschen Meistertitel und belegte bei den Olympischen Spielen in Montreal den vierten Platz. 1977 gewann Wendemuth noch einmal den deutschen Meistertitel im Achter, es war sein fünfter Titel in dieser Bootsklasse und sein neunter Meistertitel überhaupt.